# St. Francisville (Luisiana)
Saint Francisville es un pueblo ubicado en la parroquia de West Feliciana en el estado estadounidense de Luisiana. En el Censo de 2010 tenía una población de 1765 habitantes y una densidad poblacional de 370,77 personas por km².

## Historia
El primer asentamiento se produjo en 1807 cuando la zona pertenecía a la Florida española, Fue capital de la efímera República de la Florida Occidental, durante unos días, hasta su anexión a los Estados Unidos el 6 de diciembre de 1810.

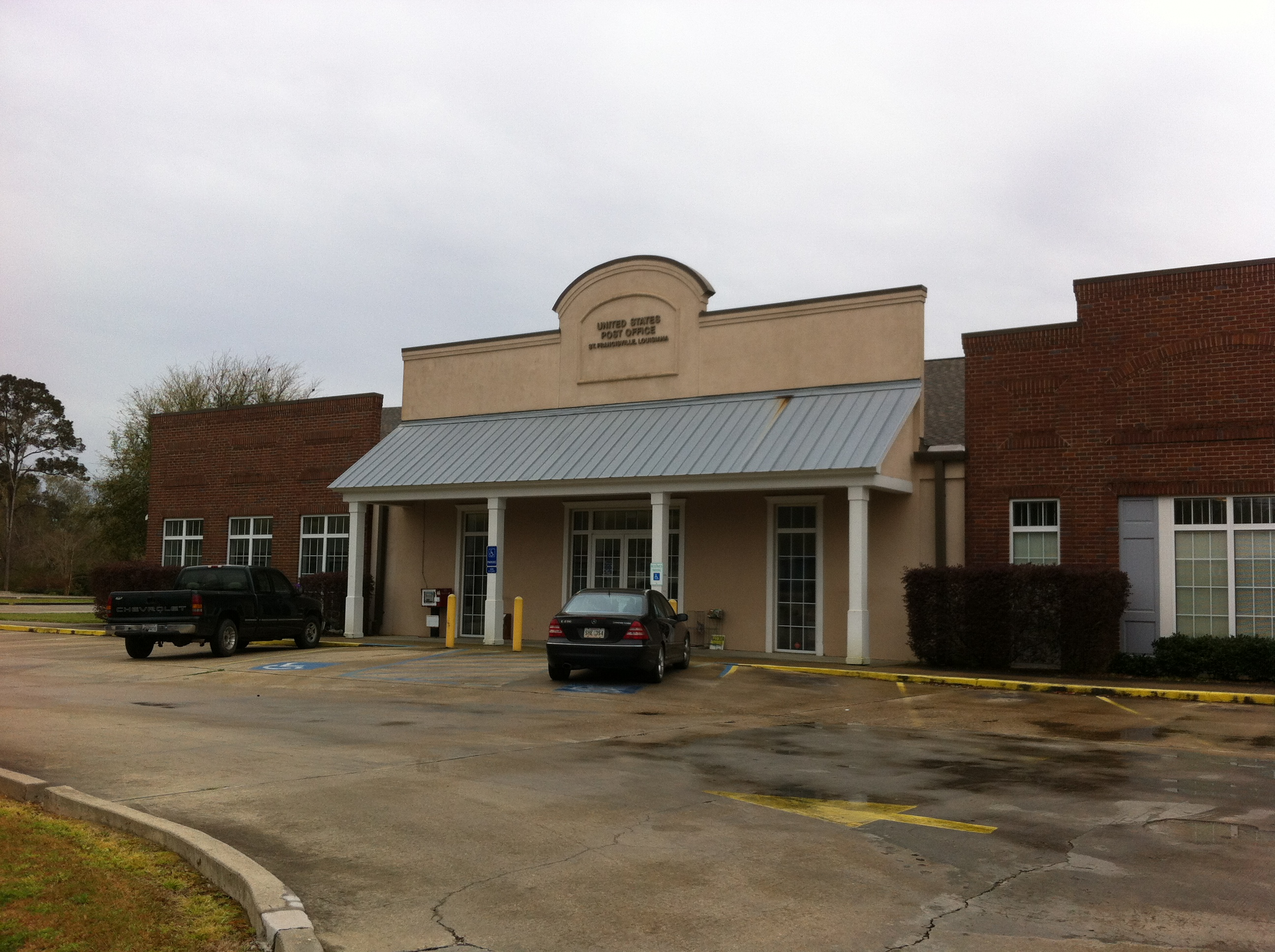
Oficina del servicio postal de St. Francisville

## Geografía
St. Francisville se encuentra ubicado en las coordenadas 30°47′3″N 91°22′35″O / 30.78417, -91.37639. Según la Oficina del Censo de los Estados Unidos, St. Francisville tiene una superficie total de 4.76 km², de la cual 4.7 km² corresponden a tierra firme y (1.31%) 0.06 km² es agua.

## Demografía
Según el censo de 2010, había 1765 personas residiendo en St. Francisville. La densidad de población era de 370,77 hab./km². De los 1765 habitantes, St. Francisville estaba compuesto por el 70.37% blancos, el 23.85% eran afroamericanos, el 0.06% eran amerindios, el 0.62% eran asiáticos, el 0% eran isleños del Pacífico, el 3.68% eran de otras razas y el 1.42% pertenecían a dos o más razas. Del total de la población el 8.1% eran hispanos o latinos de cualquier raza.